# ELIBRARY.ru
eLIBRARY.ru — російська наукова електронна бібліотека, інтегрована Російським індексом наукового цитування (РІНЦ).

## Опис
Станом на середину 2018 року в базі даних eLIBRARY.ru налічувалося понад 30,7 млн статей. eLIBRARY.RU і РІНЦ розроблені й підтримуються компанією «Наукова електронна бібліотека».
Крім платного доступу для індексації публікацій для організацій на порталі доступні статті з більш ніж 3000 журналів з відкритим доступом.
Починаючи з березня 2022 року, сайт eLIBRARY.RU став недоступним.

## Історія
Платформа eLIBRARY.RU була створена 1999 року з ініціативи РФФД (Російський фонд фундаментальних досліджень) для забезпечення російським вченим електронного доступу до провідних іноземних наукових видань.
Від 2005 року eLIBRARY.RU розпочала діяльність з російськомовними публікаціями й нині є провідною електронною бібліотекою наукової періодики російською мовою в світі. Компанія «Наукова електронна бібліотека» запустила проєкт у галузі наукометрії Російський індекс наукового цитування (РІНЦ).
В eLIBRARY.RU представлено майже всі заклади вищої освіти Росії, провідні медичні організації Росії, іноземні наукові видання.
У квітні 2020 року в період «режиму самоізоляції» в Росії був відкритий доступ до 138 журналів, що видаються РАН.